# Probletomus fruhstorferi
Probletomus fruhstorferi är en insektsart som först beskrevs av Schmidt 1905.  Probletomus fruhstorferi ingår i släktet Probletomus och familjen Nogodinidae. Inga underarter finns listade i Catalogue of Life.